# The Cowboy and the Lady (film 1922)
The Cowboy and the Lady è un film muto del 1922 diretto da Charles Maigne. È il remake di The Cowboy and the Lady, film del 1915 diretto da Edwin Carewe.
La sceneggiatura si basa sul lavoro teatrale The Cowboy and the Lady; a Comedy in Three Acts di Clyde Fitch che era stato presentato a Broadway, al Knickerbocker Theatre, il 25 dicembre 1899.

## Trama
Nel Wyoming, Jessica Weston dirige un ranch praticamente da sola, mentre suo marito passa il tempo a corteggiare Molly, la proprietaria del saloon. Jessica incontra un bel cowboy, Teddy North: quando lui le salva la vita, la donna si innamora, ricambiata, dell'uomo. North la difende dalla violenza del marito ma quando questi viene trovato morto, la donna viene accusata di averlo ucciso. North si prende la colpa dell'omicidio ma è salvato dall'impiccagione da Molly che rivela che è stato Ross, un suo ex-amante, ad aver ucciso Weston.

## Produzione
Il film fu prodotto dalla Famous Players-Lasky Corporation. Durante le riprese, venticinque membri del cast e della troupe furono coinvolti in un disastro ferroviario fuori da Victor, nell'Idaho. Mary Miles Minter restò seriamente ferita a un braccio, Tom Moore alla testa e Patricia Palmer subì una ferita alla schiena e lesioni interne.

### Cast
- Mary Miles Minter: È uno degli ultimi film dell'attrice che all'epoca aveva 19 anni e che ebbe la carriera distrutta dal sospetto di aver ucciso l'attore e regista William Desmond Taylor.
- Patricia Palmer: Già conosciuta con il suo vero nome, quello di Margaret Gibson, a causa dei suoi trascorsi turbolenti dovette cambiarlo, adottando quello non compromesso di Patricia Palmer. Nel 1964, in punto di morte, l'ex-attrice confessò di essere stata lei a uccidere William Desmond Taylor, ma non venne ritenuta attendibile.

## Distribuzione
Il copyright del film, richiesto dalla Famous Players-Lasky Corp., fu registrato il 24 ottobre 1922 con il numero LP18344.
Il film - presentato in prima a Cleveland il 15 ottobre 1922 - fu fatto uscire dalla Paramount Pictures, nove mesi dopo la morte di William Desmond Taylor, ucciso a Los Angeles il 1º febbraio. Il pubblico non aveva ancora dimenticato lo scandalo in cui era stata coinvolta Mary Miles Minter, la protagonista del film, sospettata di essere stata l'amante e forse anche l'assassina del regista.